# Urho Kekkonen

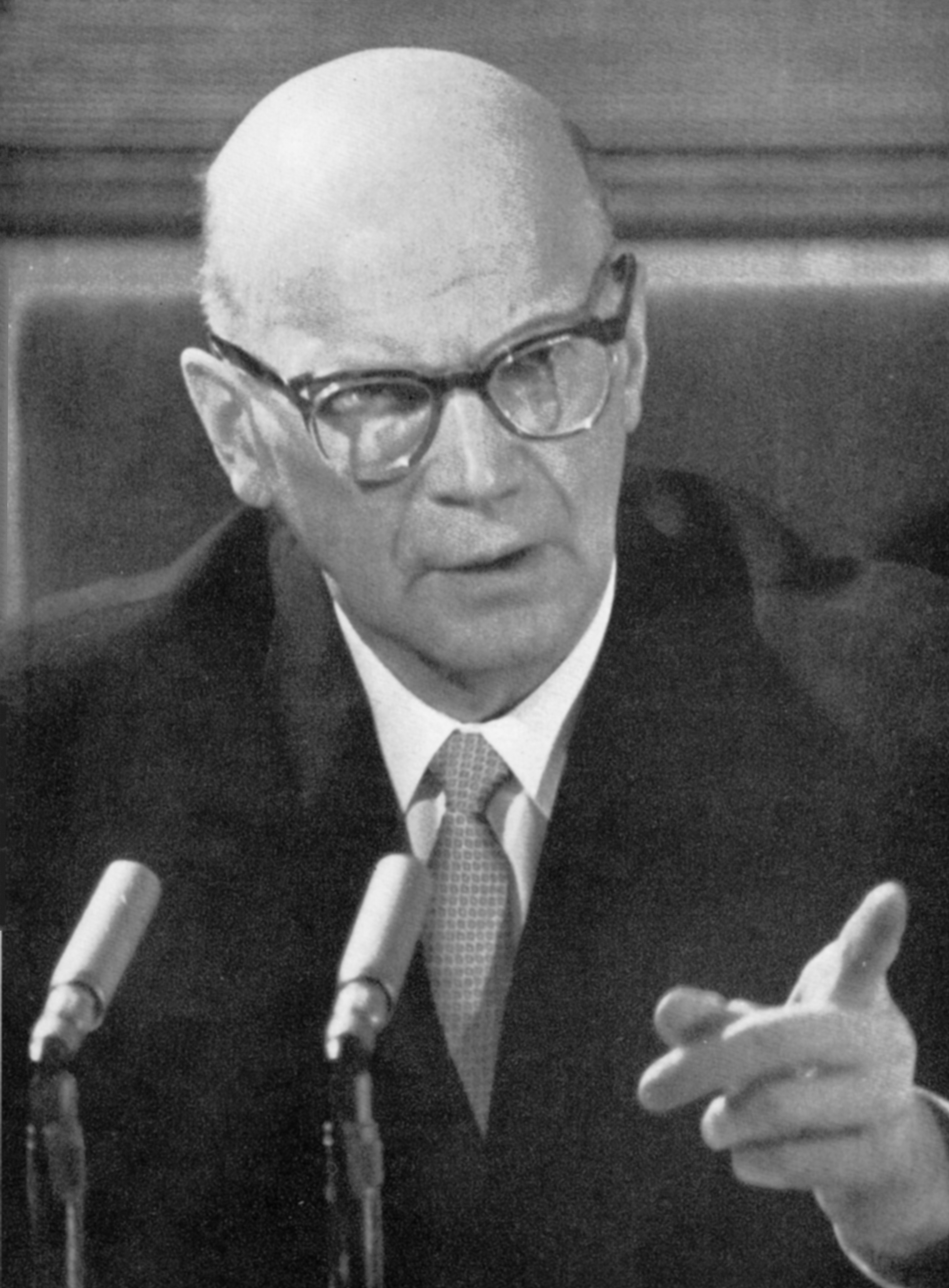
Urho Kaleva Kekkonen

Urho Kaleva Kekkonen (1900. szeptember 3. – 1986. augusztus 31.) finn politikus, miniszterelnök, köztársasági elnök.

## Élete

### Ifjúkora
A közép-finnországi Pielavesiben született. Apja, Juho Kekkonen főerdész volt. A család nem sokkal később az északabbra fekvő Kajaani városába költözött, ahol Kekkonen az iskolát kijárta. 1919-től a Helsinki Egyetemen jogot tanult. 1926-ban tett jogtudományi vizsgát, 1936-ban a jogtudományok doktorává avatták. Diákévei alatt Kekkonen aktív sportoló is volt, 1924-ben finn országos bajnok magasugrásban, később a finn sportszövetség, majd a finn olimpiai bizottság elnöke is volt. Egy 2004. évi televíziós műsor nézői az egyik legnagyobb finn személyiségnek nyilvánították.

### Politikai pályafutása
Már egyetemistaként is élénken foglalkozott politikával, de igazi politikusi pályája 1936-ban kezdődött, amikor az Eduskunta (a finn országgyűlés) tagjává választották az Agrár Párt színeiben. 1936-37 folyamán igazságügyi miniszter, 1937–39 között belügyminiszter. 1950–56 között négyszer is betöltötte a miniszterelnöki posztot.
1956. február 15-én 151:149 szavazati arányban (Fagerholm ellenében) köztársasági elnökké választották.
Kekkonen köztársasági elnökként fokozatosan a finn politikai élet tényleges irányítójává vált, mind a parlament, mind az egymást váltó kormányok, mind a politikai pártok teljesen alárendelődtek az államfőnek, csak másodlagos szerepet játszottak. Finnország demokratikus állam maradt, ugyanakkor a demokráciák sorában szokatlanul erős hatalom összpontosult Kekkonen kezében, akit kritikusai autokratikus tendenciákkal vádoltak. Kekkonen hatalmának külső támasza a Szovjetunióval és a szovjet vezetéssel fenntartott szoros kapcsolata, amelynek következtében Moszkva erősen támogatta az egyébként inkább jobboldali finn államfőt. A Kekkonen éra jellemzője az elnököt övező személyi kultusz. 
Elnökként különösen vigyázott arra, hogy Finnországnak jó kapcsolatai legyenek egyfelől a Nyugattal, így különösen a skandináv országokkal, másfelől pedig a Szovjetunióval is. A szocialista béke megteremtése érdekében kifejtett tevékenységéért 1979-ben Nemzetközi Lenin-békedíjjal tüntették ki. A hidegháborús feszültség enyhítése érdekében tett erőfeszítésének csúcspontja a helsinki konferencia megszervezése. Rendkívüli népszerűsége miatt, az alkotmányt is módosítva, négyszer választották elnökké, de 1981-ben egészségi okokból lemondásra kényszerült.
1975-ben, meglehetősen szokatlan gyakorlatként egy demokratikus országban, de mutatva Kekkonen óriási tekintélyét, hivatalban lévő köztársasági elnökként az ő portréja került a finn márka legnagyobb, 500-as címletére. 1975-ben egy ezüst 10 márkás, 1981-ben egy ezüst 50 márkás érme került kibocsátásra Kekkonen képmásával.

## Galéria

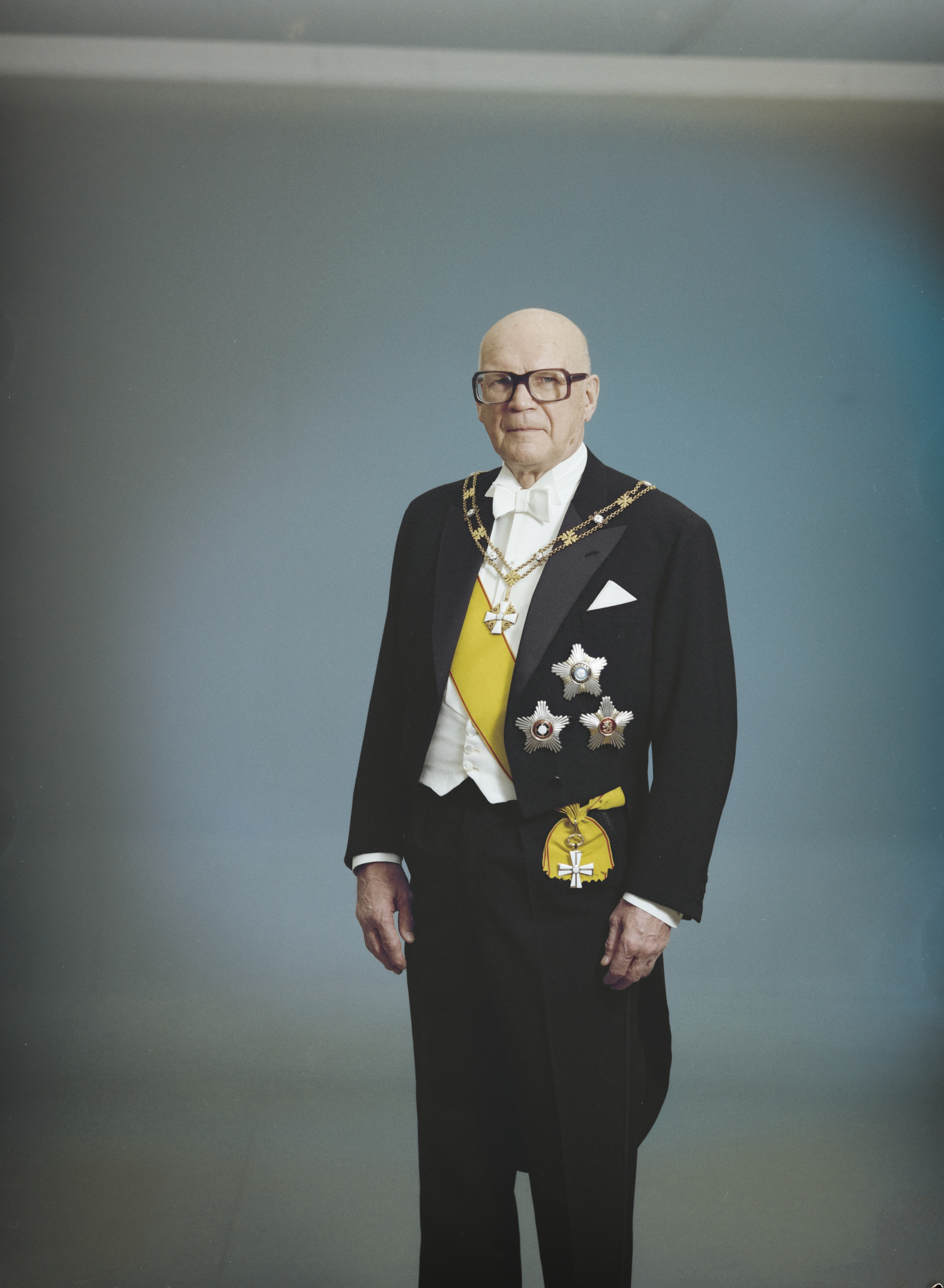
Urho Kaleva Kekkonen hatalma és tekintélye csúcsán, 1975-ben készült hivatalos elnöki portréja.
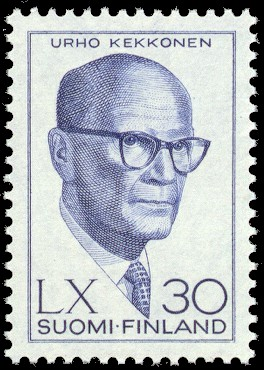
Urho Kaleva Kekkonen 60. születésnapja alkalmából kiadott 30 márkás finn postabélyeg.
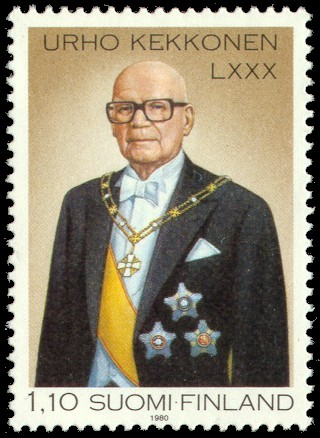
Urho Kaleva Kekkonen 80. születésnapja alkalmából kiadott 1 márka 10 pennis finn postabélyeg.
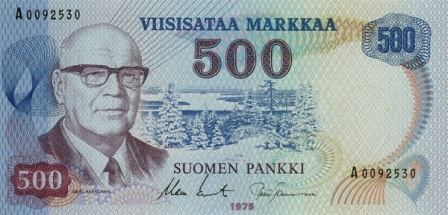
1975-ös kibocsátású finn 500 márkás bankjegy Urho Kaleva Kekkonen köztársasági elnök portréjával.
A finn köztársasági elnök személyes lobogója, melyet Kekkonen is használt.

## Fordítás
- Ez a szócikk részben vagy egészben  az   Urho Kekkonen című angol Wikipédia-szócikk fordításán alapul.  Az eredeti cikk szerkesztőit annak laptörténete sorolja fel. Ez a jelzés csupán a megfogalmazás eredetét és a szerzői jogokat jelzi, nem szolgál a cikkben szereplő információk forrásmegjelöléseként.